# Владиченци
Владѝченци е село в Северозападна България. То се намира в община Димово, област Видин.

## История
Знае се, че селото е основано от Владика, чието име е неизвестно.

## Население
Преброяване на населението през 2011 г.
Численост и дял на етническите групи според преброяването на населението през 2011 г.:
|                     | Численост | Дял (в %) |
| Общо                | 65        | 100,00    |
| Българи             | 65        | 100,00    |
| Турци               | 0         | 0,00      |
| Цигани              | 0         | 0,00      |
| Други               | 0         | 0,00      |
| Не се самоопределят | 0         | 0,00      |
| Неотговорили        | 0         | 0,00      |

## Културни и природни забележителности
Във Владиченци можете да посетите пещерата Белилката.

## Редовни събития
Съборът на селото е на 23 и 24 май.

## Други
Предстои изграждане на православен храм.